# Gare de Sabiñanigo
La gare de Sabiñánigo (en aragonais Samianigo) est une gare desservant la ville de Sabiñánigo, située au point kilométrique 177,8 sur la ligne reliant Saragosse à Canfranc, en Aragon. Elle est inaugurée en 1893, lorsque le tronçon Huesca - Jaca de la ligne est mis en service.